# Rostom Chervachidzé
Rostom Chervachidzé (en géorgien : როსტომ შერვაშიძე ; mort vers 1730) est un prince d'Abkhazie du XVIIIe siècle, règnant dans les environs de 1700 à 1730. Membre de la dynastie géorgienne des Chervachidzé, il ne gouverne que sur un tiers de la principauté, le reste de l'Abkhazie étant divisé entre ses deux frères. Durant son règne, il doit faire face à une influence ottomane croissante, tout en s'engageant dans une bataille vaine contre la Mingrélie, à la suite de laquelle il doit subir une invasion de l'Iméréthie.

## Biographie
Rostom Chervachidzé est le fils aîné du prince Zegnaq d'Abkhazie. Né dans la seconde moitié du XVIIe siècle, peu d'information est connu sur la vie de Rostom, les sources abkhazes contemporaines étant rares. Il est descendant de l'ancienne famille des Chervachidzé, une dynastie princière géorgienne qui gouverne l'Abkhazie au nom des rois géorgiens depuis le Moyen-Âge. Aux alentours de 1700, il accède au trône à la suite de la mort de son père et devient Prince d'Abkhazie, mais est contraint de diviser ses territoires avec ses deux frères, Djikechia and Kvapou. Djikechia reçoit les terres du nord de l'Abkhazie, entre les rivières Kodori et Galidzga, tandis que Kvapou obtient le sud de la principauté, jusqu'à l'Engouri.
Rostom ne contrôle que les territoires du bassin de la Bzyb, dont Sokhoumi. Il est toutefois reconnu comme suzerain sur ses frères cadets. Il est probable qu'il entretient de bonnes relations avec ceux-ci, comme le montre sa décision d'offrir à Kvapou la domination sur les familles géorgiennes nobles d'Antchabadzé, Emoukhvari, Inalichvili, Margania, Zvanibaïa, Lakerbaïa et Akirtava. De plus, Rostom est reconnu comme suzerain sur une multitude de clans qui gouvernent les régions décentralisées d'Abkhazie, dont le clan de Marchania de Tzabaldal et le clan de Guetchba de Djiketi.
Rostom passe son règne à faire balance entre l'Empire ottoman et la principauté géorgienne de Mingrélie, qui se considèrent comme suzerains sur l'Abkhazie. Ainsi, en 1701, Sokhoumi est officiellement annexée par les Ottomans, qui y construisent une citadelle, et Rostom s'établit à Lykhny. En hiver 1702, probablement à l'instigation d'Istanbul, il se lance dans une attaques sur la Mingrélie, aidé par son frère Kvapou. Les Abkhazes ravagent la région, tuant et capturant de nombreux Géorgiens et occupant la région frontalière.
Répondant aux attaques abkhazes et à une demande d'aide du prince Georges IV de Mingrélie, le roi Georges VI d'Iméréthie envahit l'Abkhazie et défait les faibles troupes de Rostom. Ce dernier accepte de reconnaitre la domination géorgienne sur l'Abkhazie, tout en retournant les otages mingréliens et les territoires conquis durant l'attaque et en payant un large tribut. Avant de quitter l'Abkhazie, Georges VI s'assure de formaliser la paix entre Rostom Chervachidzé et Georges de Mingrélie.
En 1723, le sultan ottoman Ahmed III envoie une robe turque à Rostom, signalant sa reconnaissance de l'Abkhazie comme un État vassal de la Turquie. Istanbul fait aussi livrer une large quantité de sel aux sujets de Rostom, solidifiant l'influence de l'Empire sur l'Abkhazie. Toutefois, cela n'empêche pas deux révoltes anti-ottomanes en 1725 et 1728 qui mènent à la destruction de la citadelle turque de Sokhoumi.
Après sa mort vers 1730, il est remplacé par son neveu, Hamid Bey, fils de Djikechia.